# TRICK

Герої телесеріалу TRICK: (справа на ліво) Ябе Кендзо, Ямада Наоко, Уеда Дзіро, Ямада Сатомі.

TRICK (яп. TRICK, トリック, трікк, «фокус») — комедійно-містичний телевізійний серіал телебачення Асахі і художній фільм кіностудії Тохо на основі цього серіалу. Темою твору є викриття недобросовісних фокусників, які видають своє мистецтво за надприродні сили. Головні герої — фокусниця-невдаха, яку грає Накама Юкіе, і професор-фізик, якого грає Абе Хіросі.
Серіал складається з 3 частин. Перша «TRICK» транслювалася японським телебаченням Асахі з 7 липня по 15 вересня 2000 року, друга «TRICK 2» — 11 січня по 22 березня 2002 року, третя «TRICK 3» — 16 жовтня по 18 грудня 2003 року.
На основі серіалу було знято однойменний фільми — «TRICK» 2002 року і «TRICK 2» 2006 року, а також видано різноманітні повісті та манґа.

## Герої
- Ямада Наоко (山田奈緒子) — грає Накама Юкіе (в дитинстві — Нарумі Ріко): Фокусниця. Мешкає в Токіо. За власною заявою — «популярний маг». Насправді, за браком популярності її постійно звільняють з роботи. Живе настільки бідно, що навіть не може сплачувати дешеву квартплату домогосподарці. На дух переносить «чарівників»-авантюристів і постійно викриває їхні махінації, користуючись власними знаннями мистецтва фокусів. Комплексує з приводу малого розміру своїх грудей. Улюблена фраза: «Я бачу наскрізь всі твої шахрайства!» (お前のやったことは全部お見通しだ!)[1]
- Уеда Дзіро (上田次郎) — грає Абе Хіросі: Доцент Японського науково-технічного університету в Токіо[2]. Спеціальність — фізика. На словах сміливий, в ділі — малодушний. Непритомніє коли бачить містичні явища. Через непроникливість, легко вірить найпростішим фокусам. Приписує собі усі викриття фокусників-пройдисвітів, здійснені його знайомою Ямадою Наоко. Комплексує з приводу величезного розміру свого статевого члена. Автор 4-х бестселлерів «Ну давай, йди сюди! Надприродні явища 1 — 4». Улюблена фраза: «Чому не стараєшся до останку?!» (なぜベストを尽くさないのか)
- Ябе Кендзо (矢部謙三) — грає Намасе Кацухіса

Лейтенант токійської поліції. Родом з Західної Японії, тому розмовляє на осацькому діалекті. Якимось чином завжди прибуває на розслідування справи, якою займаються фокусниця Наоко і фізик Уеда. Комплексує з приводу свого рідкого волосся, тому носить перуку. Факт носіння перуки заперечує, хоча її розпізнають усі оточуючі. Лестивий до авторитетних осіб та начальників, і суворий до простих громадян та підлеглих.
- Ямада Сатомі (山田里見) — грає Ноґіва Йоко: Матір Ямади Наоко. Майстер каліграфії. Родом з південного острова Кокумон, де була шаманкою. Вийшла заміж за фокусника Ямаду Ґодзо, разом з яким втекла з острова. Після загибелі чоловіка живе в Наґано, де викладає дітям каліграфію. Дуже жадібна.
- Ікеда Хару (池田ハル) — грає Осіма Йоко: Домогосподарка старого будинку в якому живе головна героїня, Ямада Наоко. Постійно вимагає сплати квартплати, яку Наоко хронічно не сплачує.
- Джямі (ジャーミー君) — грає Мухамед Абедін: Мігрант-заробітчанин з Бангладешу. Живе в одному будинку разом з Наоко. Справно сплачує квартплату і відправляє частину грошей на батьківщину. Улюбленець домогосподарки Ікеди Хару.
- Ісіхара Тацуя (石原達也) — грає Маехара Кадзукі: Підлеглий лейтенанта Ябе. Постійно називає його «старшим братом» і ніколи не відходить від нього. Коли Ябе б'є його, вклоняється і скрикує «Дуже дякую!». Розмовляє з хіросімським акцентом, хоча родом з Токіо.
- Терукіна Ясусі (照喜名保) — грає Сето Йоїтіро: Єдиний фан Наоко. З'являється всюди, де буває Наоко.
- Ямада Ґодзо (山田剛三) — грає Окада Масумі: Батько Ямади Наоко. Був видатним японським фокусником, але загинув, коли донька була маленькою. Свого часу закохався у шаманку Сатомі на південному острові Кокумон, яку врятував, викравши з острова. Для Наоко — батько вічний ідеал, зразок для наслідування.

## Виноски
1. ↑  Фраза потроху змінюється у різних серіях.
2. ↑  У «TRICK 2» — професор.